# Dicksonia brackenridgei
Dicksonia brackenridgei är en ormbunkeart som beskrevs av Georg Heinrich Mettenius. Dicksonia brackenridgei ingår i släktet Dicksonia och familjen Dicksoniaceae. Inga underarter finns listade.